# Kamratposten
Kamratposten, även kallad KP, är en svensk tidning grundad 1892 av läraren Stina Quint under namnet Folkskolans barntidning. Tidningen utkommer var tredje vecka och ges sedan nyåret 2019 ut av Dagens Nyheter.
Kamratpostens målgrupp är barn och unga mellan 8 och 15 år. Tidningen gör anspråk på att skriva om aktuella och allmängiltiga saker på ett lättförståeligt och neutralt sätt. Den är fri från annonser och tjänar sina pengar på prenumerationsavgifter och viss försäljning av olika kringprodukter.

## Historia

### Bakgrund och tidiga år
Folkskolans Barntidning grundades av folkskolläraren Stina Quint. Första numret kom ut den 16 mars 1892 i Nyköping. Tidningen innehöll berättelser av kända författare samt pyssel och gåtor. Målet var att ge läsarna "en bok som aldrig tar slut" och uppfostra dem till "gudsfruktan, fosterlandskärlek, nykterhet och djurskydd". Tidningen var svartvit och hade 4–8 sidor per nummer. Läsarbrevens avdelning hette "Tomtebrev" och den som svarade på breven undertecknade "Nisse tidningstomte". Kungahuset stödprenumererade för utdelning av tidningen bland skolbarn.[källa behövs]
År 1930 tog Åhlén & Åkerlunds förlag (sedermera Bonnier Tidskrifter) över tidningen. År 1934 började tidningen komma ut med vissa sidor i färg. Den då okända författaren Astrid Lindgren medverkade med en berättelse, "Filiokus". År 1943 tillkom spalten "Visste du att ...", som förmedlade fakta.

### Kamratposten och KP
År 1950 fick tidningen ännu mer färg och bytte namn till Kamratposten. Under 1960- och 1970-talet leddes tidningen av Margareta Toss, och under dessa år fick Kamratposten en än starkare kvalitetsprofil med samhällsengagemang och stark läsarsolidaritet.
År 1969 öppnade Kamratposten den första svenska sexspalten för barn, "Maj-Brith svarar på sexfrågor", där sexologen Maj-Briht Bergström-Walan svarade på barns frågor om sexualitet och kroppen. Spalten finns kvar men heter idag ”Kropp & Knopp” och frågorna besvaras av kuratorerna Annica Frithiof sedan 1990 och Fox Foxhage sedan 2000.
På senare år har tidningen marknadsfört sig som (alternativt bytt namn till) KP.

### Webbplats
Kamratposten hade fram till 2007 en sajt under domänen kamratposten.nu där man bland annat kunde läsa en kropp och knopp-spalt, hitta roliga historier och spela spel.
Kamratpostens communitysajt för ungdomar 8–16 år, KPwebben.se, startades 1 september 2007. I Medierådets undersökning 2009 om säkra webbplatser för barn och unga fick KPwebben omdömet Godkänd. I oktober 2009 började KPwebben, på grund av ekonomiska problem, ta betalt för medlemskap. I december 2010 blev medlemskap åter gratis, men istället endast öppet för prenumeranter av KP. Communitydelen lades ner den 1 april 2012, bland annat på grund av dålig lönsamhet, och den redaktionella delen av KPwebben gjordes om. Stängningsdatumet var från början satt till 9 januari men sköts fram till 1 april efter protester mot nedläggningen från medlemmarna.
Nyåret 2019 övertog Dagens Nyheter ansvaret för tidningen.

### Chefredaktörer (urval)
Lukas Björkman är chefredaktör sedan juni 2011. Den tidigare chefredaktören, Ola Lindholm, hade då månaden före avgått efter åtal för narkotikabrott. Tidigare chefredaktörer är bland andra följande:
- Stina Quint 1892–1917[14] (eller –1924)
- Lilly Hellström
- Margareta Toss, 1957–1979
- Birgitta Fransson 1980-1985
- Yvonne Berlin-Lindström, 1997-1999
- Dan Höjer, 1999–2001
- Anna Kågström, 2001–2004
- Eva Birmann, 2005–2006
- Ola Lindholm. 2006–2011
- Lukas Björkman, 2011–

## Utmärkelser
I november 2013 tilldelades Kamratposten Sveriges Tidskrifters stora pris.
I januari 2014 tilldelades tidningen Psynkpriset i kategorin samhällsansvar.
I maj 2023 nominerades tidningens omslag på KP 7 2023 till Sveriges tidskrifters ”Årets omslag”. Samma år nominerades även KP:s journalist Josefin Auer till Sveriges tidskrifters ”Årets journalist”.
I november 2024 tilldelades tidningen Lidmanpriset av Bild och Ord Akademin. 